# Alice et Moi
Alice et Moi, de son vrai nom Alice Vannoorenberghe ou Alice Vanor, est une auteure-compositrice-interprète d'électro-pop française. Elle a débuté en 2017 en sortant son EP Filme Moi. Son premier album studio Drama a paru le 21 mai 2021.

## Biographie

### Débuts
Née à Paris, Alice écrivait et chantait déjà à un jeune âge, entraînée par son père amateur de musique, qui était membre d'un groupe de musique punk dans sa jeunesse. Après le baccalauréat, elle a fait des classes préparatoires littéraires. Elle a finalement obtenu un master en journalisme à Sciences Po. Pendant ses études, Alice a sorti quelques chansons en travaillant avec le musicien Ivan Sjoberg  sous le nom d'Alice V, avant de commencer son projet Alice et Moi en 2016 . En octobre 2017, elle a sorti son premier EP auto-produit appelé Filme Moi, suivi par Frénésie en 2019.

### AlbumsDrama(2021) etPhotographie(2023)
Le 23 avril 2021, Alice a dévoilé le titre et la tracklist de son premier album Drama avec une date de sortie du 21 mai.
En novembre 2023, elle sort son second album Photographie. Elle est en tournée en 2024, avec notamment un passage à La Cigale le 8 mars.

### Production et réalisation
Alice a créé sa société de production et d'édition "L'œil dans la Paume" pour rester productrice de ses chansons. En plus d'être auteur-compositrice elle est aussi réalisatrice de ses clips. Elle a co-réalisé ses clips "Filme Moi", "Il y a", "J'en ai rien à faire", "Je n'ai rien à faire", "L'amour à la plage" et a réalisé "Les Gens sont cools" et "Le Pire de nous deux". Elle a aussi travaillé avec des réalisatrices ou réalisateurs comme Emma D'Hoeraene, Edie Blanchard, Randolph Lungela, Martin Schrepel...
Alice écrit et compose également pour d'autres artistes, en duo avec Dani Terreur, parmi lesquels on peut citer Nour et son single disque d'or Premier Amour, ou bien Héléna.

### Nom de scène
Le nom Alice et Moi fait référence à la dualité de sa personnalité. Dans une interview avec Lemon, elle explique qu'un côté de sa personne se compose d'une fille qui est peu sûre d'elle-même, alors que l'autre côté, qui est plus présent aujourd'hui, dit-elle, est une fille « très enthousiaste et qui n'a peur de  rien ». En outre, selon elle son nom de scène permet à ses fans de « créer un lien » avec elle et d'établir une intimité en le prononçant.
Alice se souvient qu'à l'âge de 14 ou 15 ans, elle a dessiné un œil sur sa main. Depuis lors, l'œil signifie la création pour elle et il l'invite à se sentir mieux.

## Discographie

### EPs
Les crédits viennent de Spotify,.

### Album
Les crédits viennent de Spotify.

### Singles
| Titre                                    | Année de sortie | Album/EP     | Remarque                                          |
| ---------------------------------------- | --------------- | ------------ | ------------------------------------------------- |
| Tu m'avais dit (Acoustic Version)        | 2018            | Aucun        |                                                   |
| J'veux sortir avec un rappeur            | 2018            | Frénésie     | Une version « Summer » apparaît sur l'album Drama |
| C'est de la frénésie                     | 2019            | Frénésie     |                                                   |
| J'en ai rien à faire                     | 2019            | Frénésie     |                                                   |
| L'Amour à la plage                       | 2019            | Aucun        | Reprise de Niagara                                |
| Je n'ai rien à faire                     | 2020            | Aucun        | Variation de J'en ai rien à faire                 |
| T'aimerais que ce soit vrai              | 2020            | Drama        |                                                   |
| T'aimerais que ce soit vrai (Acoustique) | 2020            | Aucun        |                                                   |
| Les gens sont cool                       | 2020            | Drama        |                                                   |
| Je suis fan                              | 2021            | Drama        |                                                   |
| Maman m'a dit                            | 2021            | Drama        |                                                   |
| Ça me va                                 | 2023            | Photographie |                                                   |
| Photographies                            | 2023            | Photographie |                                                   |
| J'aime pas sortir                        | 2023            | Photographie |                                                   |
| Carabine                                 | 2023            | Photographie |                                                   |
| Juste toi et moi                         | 2024            | Aucun        | Reprise en français de Grover Washington, Jr.     |

### Clips
| Titre                         | Année de sortie | Album/EP     | Remarque                                      |
| ----------------------------- | --------------- | ------------ | --------------------------------------------- |
| Cent fois                     | 2016            | Filme moi    |                                               |
| Filme Moi                     | 2017            | Filme moi    |                                               |
| C'est toi qu'elle préfère     | 2017            | Filme moi    |                                               |
| Il y a                        | 2018            | Filme moi    |                                               |
| J'veux sortir avec un rappeur | 2018            | Aucun        |                                               |
| C'est de la Frénésie          | 2019            | Frénésie     |                                               |
| Je suis all about you         | 2019            | Frénésie     |                                               |
| J'en ai rien à faire          | 2019            | Frénésie     |                                               |
| T'aimerais que ce soit vrai   | 2020            | Drama        |                                               |
| Les gens sont cools           | 2020            | Drama        |                                               |
| Je suis fan                   | 2021            | Drama        |                                               |
| Maman m'a dit                 | 2021            | Drama        |                                               |
| Le pire de nous deux          | 2021            | Drama        | Avec Dani Terreur                             |
| Ça me va                      | 2023            | Photographie |                                               |
| Photographies                 | 2023            | Photographie |                                               |
| J'aime pas sortir             | 2023            | Photographie |                                               |
| Carabine                      | 2023            | Photographie |                                               |
| Caramel                       | 2024            | Photographie |                                               |
| Juste toi et moi              | 2024            | Aucun        | Reprise en français de Grover Washington, Jr. |